# Vorgasjor
Vorgasjor (Russisch: Воргашор) is een nederzetting met stedelijk karakter in de gorodskoj okroeg van de Russische stad Vorkoeta, in de autonome republiek Komi. Het is een mijnwerkersnederzetting, die op ongeveer 17 kilometer (over de weg) ten oosten van Vorkoeta ligt (aan de westzijde van de 'Ring van Vorkoeta'), aan de spoorlijn van Tsjoem naar Severny, tussen de plaatsen Promysjlenny in het noorden en Komsomolski in het zuiden. De plaats telde 19.100 inwoners bij de volkstelling van 2002, waarmee het de grootste mijnbouwplaats bij Vorkoeta is. Bij de voorlaatste volkstelling in 1989 telde de plaats nog 24.869 inwoners. Bij de plaats ligt de grootste steenkoolmijn van Europees Rusland. De plaats is vernoemd naar het gelijknamige stroompje Vorga-sjor nabij de plaats. Vorga-sjor betekent iets als 'stromend door de route van de rendieren'.

## Geschiedenis
De plaats Vorgasjor ontstond in de Goelagperiode als Vorga-Sjor en is zichtbaar op verschillende kaarten uit die tijd. In augustus 1964 werd begonnen met de bouw van de Vorgasjormijn. Pas 11 jaar later, in november 1975, werd de mijn geopend en werden de eerste kolen naar boven gehaald. In augustus 1979 draaide de mijn op volle capaciteit (15.000 ton kolen per etmaal). In 1980 werd 1,03 miljoen ton kolen gedolven, een aantal dat bleef stijgen tot 1988. In de hele periode van de mijn is meer dan 130 miljoen ton kolen gedolven. Na een dip in de jaren 90 steeg de productie weer na de eeuwwisseling. De mijn vormt onderdeel van het mijnbouwconcern VorkoetaOegol, een divisie van Severstal.
Door de bouw van de mijn steeg het aantal inwoners van Vorgasjor snel. In de jaren 80 werd erover gesproken om de plaats de status van stad te geven met de naam Komsomolski (waarschijnlijk dan samen met de plaats Komsomolski ten zuiden ervan), maar deze plannen gingen uiteindelijk niet door.
In 1977 werden mineraalwaterbronnen ontdekt op 500 meter diepte. Tot op heden zijn deze echter niet ontwikkeld.